# 야세민 아나괴즈
야세민 에젬 아나괴즈(튀르키예어: Yasemin Ecem Anagöz, 1998년 10월 4일~)는 튀르키예의 양궁 선수이다. 

## 경력
아나괴즈는 1998년 이즈미르에서 태어났다. 2011년부터 양궁 선수로 활동하기 시작했고 2014년에 튀르키예 국가대표 선수로 발탁되었다.
2015년 5월 아나괴즈는 아제르바이잔 바쿠에서 열린 2015년 유러피언 게임에 튀르키예 국가대표로 참가했다. 그녀는 개인전에서 노르웨이의 리네 리데르스트룀, 벨라루스의 알료나 톨카치, 조지아의 하투나 나리마니제를 꺾으며 8강에 진출했고 8강에서 그리스의 에방겔리아 프사라에게 패하여 탈락했다. 또한 아이뷔케 악투나, 베귄한 엘리프 윈살과 함께 참가한 단체전에서는 첫 상대인 프랑스팀에게 패해 탈락했다.
2018년 8월 폴란드 레그니차에서 열린 2018년 유럽 선수권 대회에 참가했으며 개인전에서 덴마크의 마야 야게르를 꺾고 금메달을 획득했다. 또한 악투나, 귈나즈 뷔슈라누르 조슈쿤과 함께 참가한 단체전에서도 벨라루스팀을 꺾으며 대회 2관왕에 올랐다.
2021년 일본 도쿄에서 열린 2020년 하계 올림픽에 튀르키예 국가대표로 참가했고 혼성 단체전에서 메테 가조즈와 함께 출전해 4위를 하였다. 같은 해 9월 미국 양크턴에서 열린 2021년 세계 선수권 대회에서 혼성 단체전 동메달을 획득하였다.
2022년 6얼 알제리 오랑에서 열린 2022년 지중해 게임에 참가하여 여자 단체전과 혼성 단체전에서 2관왕을 하였다.